# 黒坂正次
黒坂 正次（くろさか まさじ、1926年（大正15年） - 2007年（平成19年））は、日本の経営学者。函館大学名誉教授、函館短期大学学長、函館大学付属柏稜高等学校校長。北海道函館市出身

## 略歴
- 1947年（昭和22年）小樽高等商業学校卒業後、函館高等計理学校教諭
- 1953年（昭和28年）函館短期大学非常勤講師
- 1959年（昭和34年）函館女子商業高等学校教頭
- 1965年（昭和40年）函館女子商業高等学校副校長、函館大学商学部専任講師
- 1972年（昭和47年）同商学部助教授
- 1973年（昭和48年）函館女子商業高等学校校長
- 1975年（昭和50年）同商学部教授
- 1982年（昭和57年）函館短期大学学長
- 1988年（昭和63年）函館大学・函館短期大学退職[2]

## 著書
- （小林康助）,（佐藤裕）と共編『マーケティングの学び方』（穂波出版社、1963年）